# Sacha Boey
Sacha Boey (Montreuil, 13 settembre 2000) è un calciatore francese con passaporto camerunese, difensore o centrocampista del Bayern Monaco.

## Caratteristiche tecniche
È un terzino destro dotato di discreta tecnica individuale; bravo nei passaggi e nei cross, riesce a distinguersi spesso come uomo-assist.

## Carriera

### Club

#### Gli inizi, Rennes
Calcisticamente cresciuto nel settore giovanile del Rennes, ha esordito in prima squadra nell'incontro di Ligue 1 pareggiato per 2-2 contro il Tolosa.

#### Galatasaray
Dopo avere trascorso la stagione 2020-2021 in prestito al Digione, il 26 luglio 2021 viene acquistato dai turchi del Galatasaray.
Il 5 agosto 2021, all'esordio con la nuova maglia, realizza la sua prima rete tra i professionisti, nel preliminare di Europa League pareggiato per 1-1 contro il Saint Johnstone; tuttavia, durante la stagione trova poco spazio a causa di numerosi infortuni.
Il 23 aprile 2023 segna il suo primo gol in Süper Lig, nel pareggio per 3-3 contro il Fatih Karagümrük. Il 20 settembre seguente timbra invece per la prima volta in Champions League, nel pareggio per 2-2 contro il Copenaghen.

#### Bayern Monaco
Il 28 gennaio 2024, Boey si trasferisce a titolo definitivo al Bayern Monaco, in Bundesliga, per circa 30 milioni di euro, più 5 di bonus, e una percentuale su una futura rivendita; firma un contratto fino al 30 giugno 2028 con i bavaresi.

### Nazionale
Nel maggio del 2023, Boey viene incluso nella squadra della nazionale Under-21 francese per l'Europeo di categoria, dovendo però rinunciare alla convocazione in seguito a un infortunio, e venendo quindi sostituito da Valentin Gendrey.

## Statistiche
Statistiche aggiornate al 15 giugno 2025.
| Stagione             | Squadra              | Campionato           | Campionato | Campionato | Coppe nazionali | Coppe nazionali | Coppe nazionali | Coppe continentali | Coppe continentali | Coppe continentali | Altre coppe | Altre coppe | Altre coppe | Totale | Totale |
| Stagione             | Squadra              | Comp                 | Pres       | Reti       | Comp            | Pres            | Reti            | Comp               | Pres               | Reti               | Comp        | Pres        | Reti        | Pres   | Reti   |
| -------------------- | -------------------- | -------------------- | ---------- | ---------- | --------------- | --------------- | --------------- | ------------------ | ------------------ | ------------------ | ----------- | ----------- | ----------- | ------ | ------ |
| 2018-2019            | Rennes               | L1                   | 1          | 0          | CF+CdL          | 1+0             | 0+0             | -                  | -                  | -                  | -           | -           | -           | 2      | 0      |
| 2019-2020            | Rennes               | L1                   | 5          | 0          | CF+CdL          | 0+1             | 0+0             | UEL                | 2                  | 0                  | SF          | 1           | 0           | 9      | 0      |
| lug.-ott. 2020       | Rennes               | L1                   | 2          | 0          | CF              | -               | -               | UCL                | -                  | -                  | -           | -           | -           | 2      | 0      |
| Totale Rennes        | Totale Rennes        | Totale Rennes        | 8          | 0          |                 | 2               | 0               |                    | 2                  | 0                  |             | 1           | 0           | 13     | 0      |
| ott. 2020-2021       | Digione              | L1                   | 24         | 0          | CF              | 0               | 0               | -                  | -                  | -                  | -           | -           | -           | 24     | 0      |
| 2021-2022            | Galatasaray          | SL                   | 13         | 0          | TK              | 0               | 0               | UEL                | 6                  | 1                  | -           | -           | -           | 19     | 1      |
| 2022-2023            | Galatasaray          | SL                   | 31         | 1          | TK              | 2               | 0               | -                  | -                  | -                  | -           | -           | -           | 33     | 1      |
| 2023-gen. 2024       | Galatasaray          | SL                   | 19         | 1          | TK              | 0               | 0               | UCL                | 12                 | 1                  | -           | -           | -           | 31     | 2      |
| Totale Galatasaray   | Totale Galatasaray   | Totale Galatasaray   | 62         | 2          |                 | 2               | 0               |                    | 18                 | 2                  |             | -           | -           | 82     | 4      |
| gen.-giu. 2024       | Bayern Monaco        | BL                   | 2          | 0          | CG              | -               | -               | UCL                | 0                  | 0                  | SG          | -           | -           | 2      | 0      |
| 2024-2025            | Bayern Monaco        | BL                   | 13         | 0          | CG              | 1               | 0               | UCL                | 3                  | 0                  | CmC         | 1           | 1           | 18     | 1      |
| Totale Bayern Monaco | Totale Bayern Monaco | Totale Bayern Monaco | 15         | 0          |                 | 1               | 0               |                    | 3                  | 0                  |             | 1           | 1           | 20     | 1      |
| Totale carriera      | Totale carriera      | Totale carriera      | 109        | 2          |                 | 5               | 0               |                    | 23                 | 2                  |             | 2           | 1           | 139    | 5      |

## Palmarès

### Club

#### Competizioni nazionali
- Coppa di Francia: 1

Rennes: 2018-2019
- Campionato turco: 1

Galatasaray: 2022-2023
- Campionato tedesco: 1

Bayern Monaco: 2024-2025
- Supercoppa di Germania: 1

Bayern Monaco: 2025